# 超人日記
『超人日記』（ちょうじんにっき）は、山本貴嗣による日本の漫画作品。『コミック劇画村塾』にて1983年から1986年にかけて連載された。
単行本はスタジオシップの劇画キングシリーズから全2巻。単行本未収録分がお蔵入り化しかけていたが、1988年に徳間書店のアニメージュコミックスから全3巻で復刻された際に無事収録された。

## 概要
登場人物の大半が超能力者のスラップスティック・コメディ。基本的に一話完結だが、主人公のA児が超人コンテスト「CHOCON・I」に参加する回、有翅人ジャムが登場する回はその限りではない。連載時、主人公の名前を公募したり、登場超人のキャラクターコンテストを行うなど、読者参加型の企画を多数行った。
「有翅人」の設定の一部は『エルフ・17』に、有名な占星術師「ルネバンダルホメイニワタナベ」の設定の一部は『シンバッド』に受け継がれた。

## 登場人物
アズマA児
超能力者。サイコキネシス使い。宇宙服を常時着用している。基本的に自堕落で情けない。第2桃源荘在住。
ナナ
超能力者。テレポーテーション使い。初期はメガロマンの高嶺ランの髪型を真似たものだったが、後に直した。
ミヤオカ・サトル
超能力者。テレパス。A児の親友で、売れっ子のフリーライター。頭にMの字がきざまれている。モデルは宮岡寛。
カリマ・ブレイ
超能力者。目に栓がされているが、作中では具体的な能力は語られない。A児の悪友。耳に栓がされている男、鼻に栓がされている男の3人組で現れる事が多い。モデルは狩撫麻礼。
ニナ
超能力者。超人的な回復力を持つ褐色の美女。作中で名前が出る事はほとんどなく、「お姉さま」「おねえさま」と呼ばれている。
ジャム
「塞ぎの森」から結婚相手（自分より強い男）を求めて出て来た有翅人。何故かA児に惚れてしまう。

## 単行本同時収録作品
- 不治の病（小池一夫劇画村塾、1981年）

駆け出しの漫画家の金欠病（不治の病）の理由を描いたエッセイ漫画。自画像が宇宙服着用。4ページ。